# Heinrich Asmus

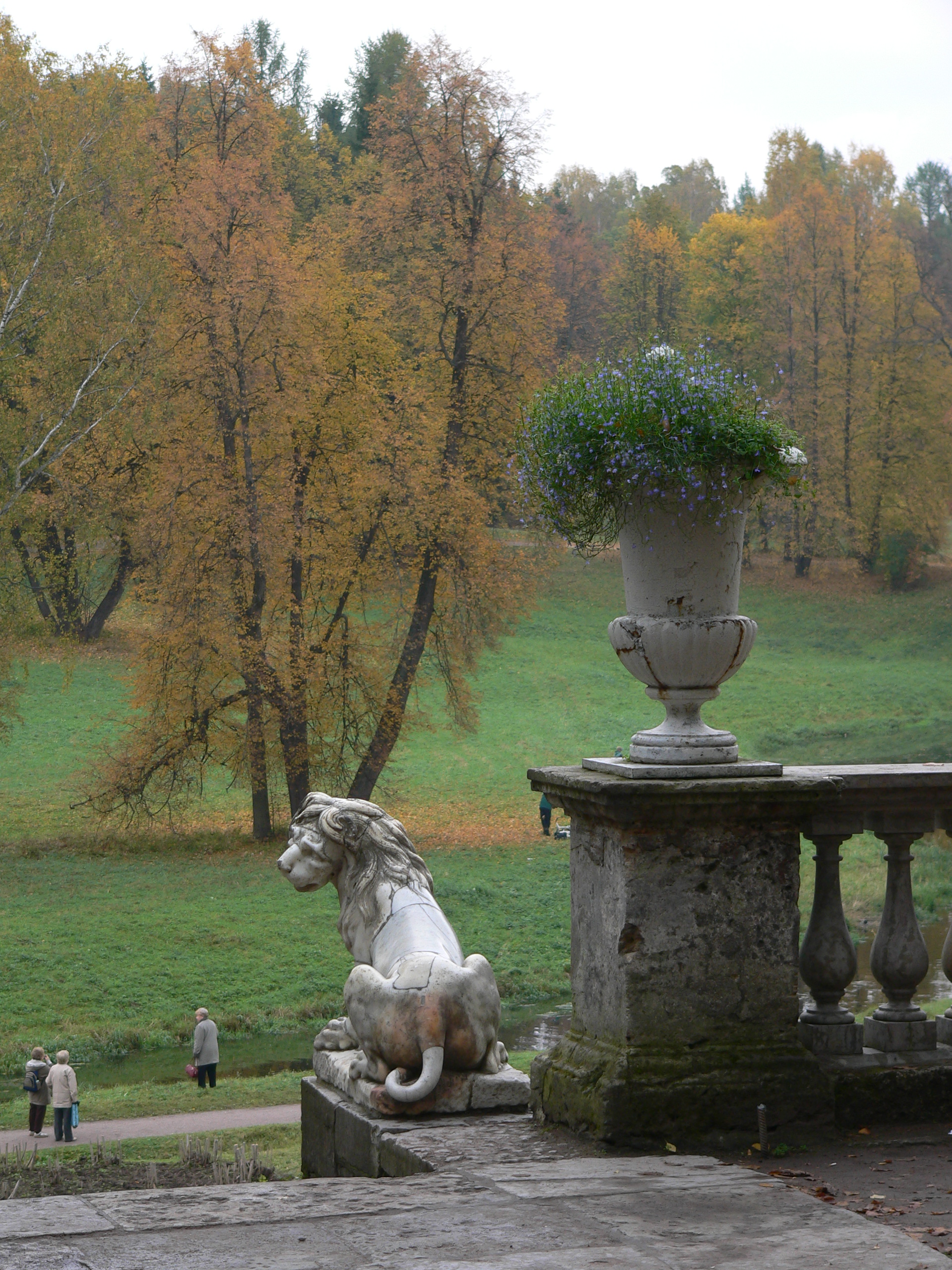
Aspect du parc de Pavlovsk.

Heinrich Asmus, russifié en Andreï Ivanovitch Asmus (Андрей Иванович А́смус), né en Saxe en 1759 et mort le 1er mai 1833, est un jardinier allemand installé en Russie qui se fit connaître notamment comme jardinier de Paul Ier au parc du palais de Pavlovsk.

## Biographie
Heinrich Asmus, baptisé luthérien, naît dans une famille saxonne. il étudie à Francfort-sur-le-Main, puis s'installe en Russie. Il est engagé en 1786 au parc de Pavlovsk qui appartenait au grand-duc héritier Paul, comme maître-jardinier. Il y travaille treize ans.
Il fait installer des serres, des orangeries et planter toute sorte d'essences dès les années 1790. En 1807, il fait travailler Jean-François Thomas de Thomon à de nouvelles fabriques. Asmus peignait aussi des compositions qui lui permettaient ensuite de créer des parterres de fleurs. Il est à l'origine d'un théâtre de verdure en 1811 dans le secteur central du parc.
Il demeurait à Pavlovsk, mais sa maison a été détruite en 2008.

## Famille
Il épouse Hélène Martens, luthérienne comme lui, née en 1780, qui lui donne cinq enfants : Vassili (1801), futur militaire ; Friedrich (1804), qui sert à la forteresse Pierre-et-Paul; Nikolaï (1815) qui devient médecin de l'infanterie, Woldemar (1818-1878) et Alexandre (1821).

## Source de la traduction
- (ru) Cet article est partiellement ou en totalité issu de l’article de Wikipédia en russe intitulé « Асмус, Андрей Иванович » (voir la liste des auteurs).